# Санта Кристина-Луна (Виченца)
Санта Кристина-Луна је насеље у Италији у округу Виченца, региону Венето.
Према процени из 2011. у насељу је живело 15 становника. Насеље се налази на надморској висини од 50 м.